# Альбрехт Шене
Альбрехт Шене (нім. Albrecht Schöne; 17 липня 1925, Барбі, Вільна держава Ангальт — 21 травня 2025) — німецький германіст. У 1960—1990 роках — професор німецької філології в Геттінгенському університеті.

## Біографія
Народився 17 липня 1925 року в Барбі-на-Ельбі. Був первістком. Після закінчення середньої школи одразу вступив на військову службу. У роки Другої світової війни потрапив у полон. До 1947 року працював лісорубом. У 1947—1951 роках вивчав німецьку літературу, історію, філософію, теологію та психіатрію в університетах Фрайбурга, Базеля, Геттінгена та Мюнстера. 1952 року здобув ступінь доктора філософії в Мюнстерському університеті. 1953 року обійняв посаду наукового асистента на кафедрі німецької філології Геттінгенського університету. 1957 року здобув диплом габілітаційного фахівця. 1958 року став доцентом сучасної німецької філології в Мюнстерському університеті. 1960 року став професором німецької філології. У 1980—1985 роках був президентом Міжнародної асоціації германської лінгвістики та літератури. Обіймав посади запрошеного професора в університетах Ізраїлю, Японії та Польщі. 1990 року вийшов на пенсію. 2020 року опублікував свої мемуари. Помер 21 травня 2025 року у 99 років, приблизно за 2 місяці до свого 100-річчя.

## Дослідження
Дослідження Шене зосереджувалися на добах бароко, просвітництва та XX столітті. У своїй роботі поєднував філологію з теологією, історією мистецтва та природничими науками. Писав з новими думками про Йоганна Вольфганга фон Гете та Георга Крістофа Ліхтенберга.

## Нагороди та почесні звання
1966 року став членом Геттінгенської академії наук. 1980 року став членом Німецької академії мови і поезії. 1982 року обраний членом-кореспондентом (що проживає за кордоном) Австрійської академії наук. Того ж року призначений членом-кореспондентом Баварської академії наук. 1983 року отримав Премію Йоганна-Генріха-Мерка від Німецької академії мови і поезії. 1985 року обраний іноземним членом Нідерландської королівської академії наук. 1987 року став членом-кореспондентом Академії наук і мистецтв Північного Рейну-Вестфалії.
1990 року ушанований орденом «За заслуги». 1991 року отримав медаль Карла Цукмаєра. 1992 року став міжнародним почесним членом Американської академії мистецтв і наук. 24 серпня того ж року нагороджений лицарським командорським хрестом ордена «За заслуги перед Федеративною Республікою Німеччина». 1993 року нагороджений Австрійською нагородою за науку та мистецтво. 1995 року нагороджений премією Ройхліна міста Пфорцгайм.
2015 року відзначений медаллю Пошани міста Геттінген. 2016 року став почесним членом Геттінгенської академії наук. Лавреат премії премії Ейнгарда 2017 року.